# United States Space Force

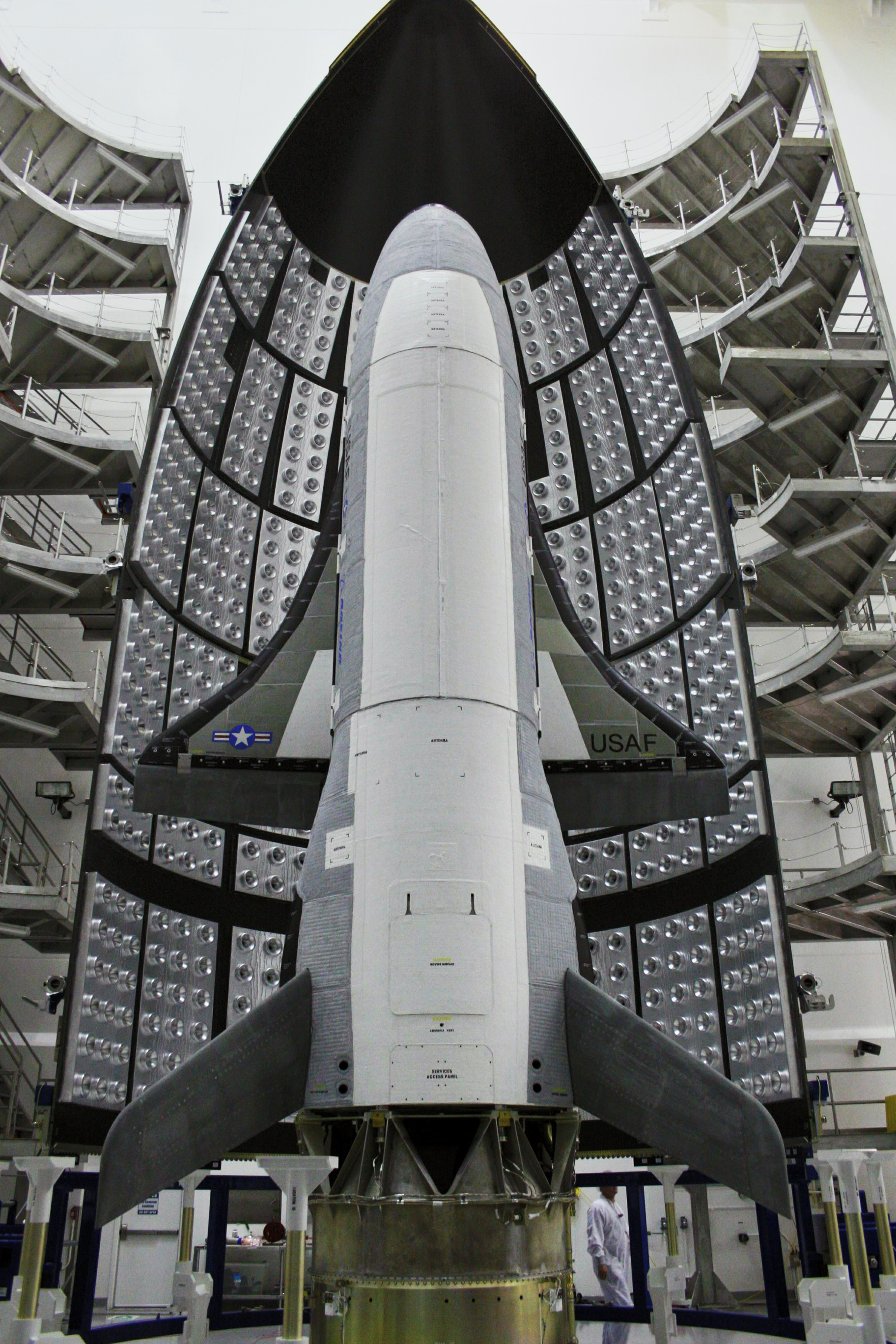
X-37B

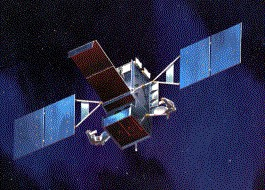
SBIRS

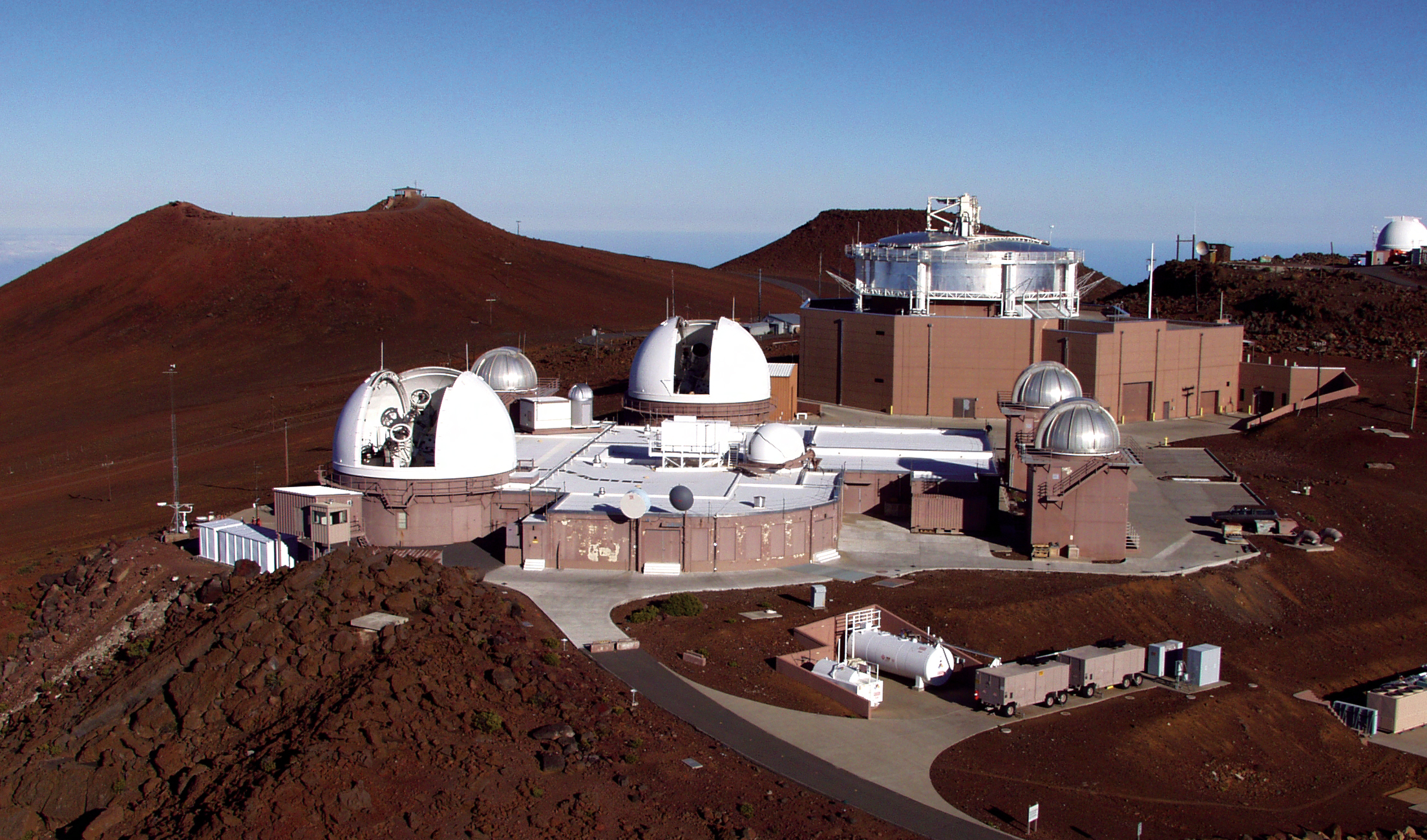
GEODSS a Diego Garcia

La United States Space Force o USSF (Forza Spaziale degli Stati Uniti) è una branca delle forze armate degli Stati Uniti d'America, responsabile di tutte le operazioni spaziali, dei sistemi di lancio e dei suoi satelliti. È inoltre la componente spaziale dello United States Strategic Command. Attualmente è l'unica forza armata statunitense che può gestire l'astronautica militare. Il comando supremo si trova presso il Pentagono, mentre il quartier generale è situato nella Peterson Space Force Base, in Colorado.

## Organizzazione

### Comando
Il comandante dell'USSF fa parte dello Joint Chiefs of Staff, che è coordinato dal Capo dello stato maggiore congiunto degli Stati Uniti.
Attualmente, al 2024, il comando controlla:

### Space Operations Command
- Space Operations Command West, Vandenberg Space Force Base, California
- Mission Delta 2 - Space Domain Awareness (SDA, Tracciamento e controllo di tutti gli oggetti orbitanti), Peterson Space Force Base, Colorado
- Mission Delta 3 - Guerra elettromagnetica spaziale, Peterson Space Force Base, Colorado
- Mission Delta 4 - Allerta missilistica, Buckley Space Force Base, Colorado
- Space Delta 6 - Operazioni di cyberspazio, Schriever Space Force Base, Colorado
- Space Delta 7 - Intelligence, Surveillance and Reconnaissance (ISR, spionaggio, sorveglianza e ricognizione), Peterson Space Force Base, Colorado
- Space Delta 8 - Comunicazione Satellitare, Schriever Space Force Base, Colorado
- Space Delta 9 - Guerra Orbitale, Schriever Space Force Base, Colorado
- Mission Delta 31 - Guerra navigazionale, Schriever Space Force Base, Colorado
- Peterson-Schriever Space Base Delta 1
- Buckley Space Base Delta 2

### Space Systems Command
- Space Launch Delta 30, Vandenberg Space Force Base, California
- Space Launch Delta 45, Patrick Space Force Base, Florida
- Four Corps: Atlas/Development/Production/Enterprise - Los Angeles Air Force Base, California - Acquisizione
- Space Development Agency - Il Pentagono - Acquisizione
- Space Rapid Capabilities Office - Kirtland Air Force Base, Nuovo Messico - Acquisizione

### Space Training and Readiness Command
- Space Delta 1, Vandenberg Space Force Base, California - Addestramento spaziale. 
  -  1st Delta Operations Squadron, Vandenberg Space Force Base, California
    - Detachment 1, Lackland Air Force Base, Texas

  -  319th Combat Training Squadron, Peterson Space Force Base, Colorado
  -  328th Weapons Squadron, Nellis Air Force Base, Nevada
  -  392nd Combat Training Squadron, Schriever Space Force Base, Colorado
  -  533rd Training Squadron, Vandenberg Space Force Base, California
    - Detachment 1, Goodfellow Air Force Base, Texas
    - Detachment 2, Keesler Air Force Base, Mississippi
- Space Delta 10, Peterson Space Force Base, Colorado - Dottrina e giochi di guerra. 
  -  10th Delta Operations Squadron, United States Air Force Academy, Colorado
- Space Delta 11, Schriever Space Force Base, Colorado - poligoni e aggressors. 
  -  11th Delta Operations Squadron, Schriever Space Force Base, Colorado
  -  25th Space Range Squadron,  Schriever Space Force Base, Colorado - Gestisce i poligoni per i test spaziali e l'addestramento.
  -  57th Space Aggressor Squadron, Schriever Space Force Base, Colorado - Simula minacce avversarie per addestramento.
  -  98th Space Range Squadron, Schriever Space Force Base, Colorado - Gestisce l'Orbital Warfare Range del National Space Test and Training Complex (NSTTC)
  -  527th Space Aggressor Squadron,  Schriever Space Force Base, Colorado - Simula minacce avversarie per addestramento.
- Space Delta 12, Schriever Space Force Base, Colorado - Test e valutazione. 
  -  12th Delta Operations Squadron, Schriever Space Force Base, Colorado
  -  1st Test and Evaluation Squadron, Schriever Space Force Base, Colorado
  -  3rd Test and Evaluation Squadron, Schriever Space Force Base, Colorado
  -  4th Test and Evaluation Squadron, Schriever Space Force Base, Colorado
  -  17th Test and Evaluation Squadron, Schriever Space Force Base, Colorado
- Space Delta 13, Vandenberg Space Force Base, California - Educazione.
  -  13th Delta Operations Squadron, Maxwell Air Force Base, Alabama
  -  National Security Space Institute Peterson Space Force Base, Colorado - Educazione spaziale ed addestramento.
  -  Forrest L.Vosler Noncommissioned Officer Academy, Peterson Space Force Base, Colorado
    - Detachment 1 - United States Air Force Academy, Colorado
    - Detachment 2 - Maxwell Air Force Base, Alabama
    - Detachment 3 - Washington D.C.

### Space Force Element
- Space Force Element National Reconnaissance Office

### Direct Reporting Unit
- Space Development Agency
- Space Rapid Capabilities Office

### Component Field Commands
- United States Space Forces - Space (S4S)
- United States Space Forces - Central
- United States Space Forces - Europe and Africa
- United States Space Forces - Indo-Pacific

### Field Operating Agency
- National Space Intelligence Center, Wright-Patterson Air Force Base, Ohio

## Equipaggiamento
Essa dispone dei seguenti sistemi radar e satellitari:

### Satelliti
- 6 Advanced Extremely High Frequency (AEHF) - Geosincrono
- 1 Advanced Technology Risk Reduction (ATRR)
- 6 Defense Meteorological Satellite Program (DMSP) - LEO
- 7 Defense Satellite Communications System (DSCS) - Geosincrono
- 30 Global Positioning System (GPS) - MEO
- 6 Geosynchronous Space Situational Awareness Program (GSSAP) - Geosincrono
- 5 Milstar - Geosincrono
- 1 Operationally Responsive Space-5 (ORS-5) - Geosincrono
- 1 Space Based Space Surveillance (SBSS) - Eliosincrono
- 6 Space-Based Infrared System (SBIRS) (più quattro sistemi ospitati su altrettanti satelliti) - Geosincrono e HEO
- 5 Defense Support Program (DSP) - Geosincrono
- 10 Wideband Global Satcom Satellite (WGS) - Geosincrono
- 5 Mobile User Objective System (MUOS) - Geosincrono
- 4 Ultra-High Frequency Follow-on (UFO)

### Radar
- 5 AN/FPS-132 Upgraded Early Warning Radar (UEWR)
- 1 AN/FPQ-16 Perimeter Acquisition Radar Attack Characterization System (PARCS)
- 3 Ground-based Electro-Optical Deep Space Surveillance (GEODSS)
- 1 Radar a Banda S AN/FSY-3 Space Fence
- 1 Radar a Banda C AN/FPS-134
- 1 Radar AN/FPS-108 COBRA DANE
- 1 Long Range Discrimination Radar AN/SPY-7(V)1

### Spazioplani
- 2 Boeing X-37[2]

## Basi
La forza spaziale ha giurisdizione sulle seguenti basi militari:
- Peterson Space Force Base, Colorado
- Buckley Space Force Base, Colorado
- Schriever Space Force Base, Colorado
- Los Angeles Space Force Base, California
- Patrick Space Force Base, Florida
- Pituffik Space Base, Groenlandia
- Vandenberg Space Force Base, California
- Cheyenne Mountain Space Force Station, Colorado

## Storia

### Operazioni
Un numero sempre più grande di progetti satellitari militari senza pilota raggiunse la piena maturità negli anni '70 e '80. Per gestire questi progetti complessi, dei quali alcuni rendevano possibile la verifica del controllo degli armamenti e del rispetto dei trattati sul bando ai test nucleari, il quartier generale dell'U.S.A.F. stabilì un comando spaziale operativo nel 1982. Il nuovo comando assunse la responsabilità per tutte le relative funzioni spaziali. Il 1º luglio 1993, l'AFSPC assunse il controllo di tutti i missili balistici intercontinentali precedentemente assegnati all'Air Combat Command. L'USSF serve come componente del Dipartimento dell'Aeronautica degli Stati Uniti nello United States Space Command ed anche nello United States Strategic Command.

### Allineamento
- Stabilito come Space Command ed attivato il 1 settembre 1982
- Rinominato Air Force Space Command il 15 novembre 1985
- Rinominato United States Space Force il 20 dicembre 2019

### Assegnazioni
- United States Air Force dal 1º settembre 1982 al 20 dicembre 2019

## Componenti maggiori

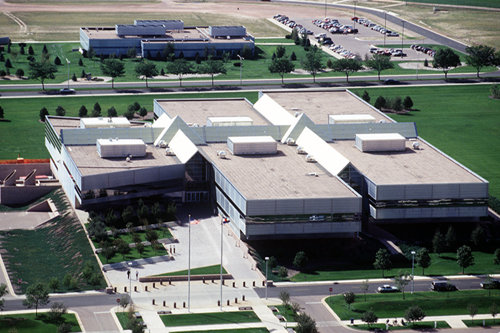
Una delle strutture della USSF presso la Peterson SFB

### Divisions
- Space Communications, dal 1º ottobre 1990 al 1º ottobre 1991
- 9th Space dal 1º ottobre 1990 al 1º ottobre 1991

### Air Forces
- Fourteenth Air Force, dal 1º luglio 1993 al 20 dicembre 2019
- Twentieth Air Force, dal 1º luglio 1993 al 20 dicembre 2019

### Centers
- Aerospace Defense dal 1º settembre 1982 al 1º ottobre 1986
- Space and Missile Systems dal 1º ottobre 2001 al 20 dicembre 2019
- USAF Space Warfare (successivamente Space Warfare, Space Innovation & Development) dal 1º novembre 1993 al 20 dicembre 2019
- Western Space and Missile (successivamente 30th Space Wing) dal 1º ottobre 1991 al 20 settembre 1993.

### Wings
- 1st Space dal 1º gennaio al maggio 1992.
- 2nd Space dall'8 luglio 1985 al 30 gennaio 1982.
- 3rd Space Support dal 15 ottobre 1986 al 15 maggio 1992
- 21st Space dal 15 maggio 1992 al 20 settembre 1993.
- 30th Space vedi sopra Western Space and Missile Center
- 45th Space vedi Air Force Eastern Test Range
- 50th Space dal 30 gennaio 1992 al 20 settembre 1993

### Groups
- Cheyenne Mountain Support, dal 1º settembre 1982 dal 7 novembre 1986
- 73rd Space Surveillance, dal 1º marzo 1989 al 1º giugno 1991

### Range
- Air Force Eastern Test (successivamente 45th Space Wing): 1º ottobre 1991 al 20 settembre 1993.